# سولا (خواننده)
کیم هیون جونگ (کره‌ای: 김현정؛ زادهٔ ۲۴ دسامبر ۱۹۹۴) که به‌طور حرفه‌ای با نام سولا (کره‌ای: 설아) شناخته می‌شود، خواننده و بازیگر اهل کره جنوبی است که بیشتر به عنوان عضو گروه دخترانه کازمیک گرلز شناخته می‌شود.